# Pacjent
Treść tego artykułu od 2024-07 należy opracować w taki sposób, aby nie uwypuklała nadmiernie polskiej specyfiki / aby nie zawężała się tylko do polskich warunków
 Po wyeliminowaniu niedoskonałości należy usunąć szablon [[Szablon:Dopracować|]] z tego artykułu.

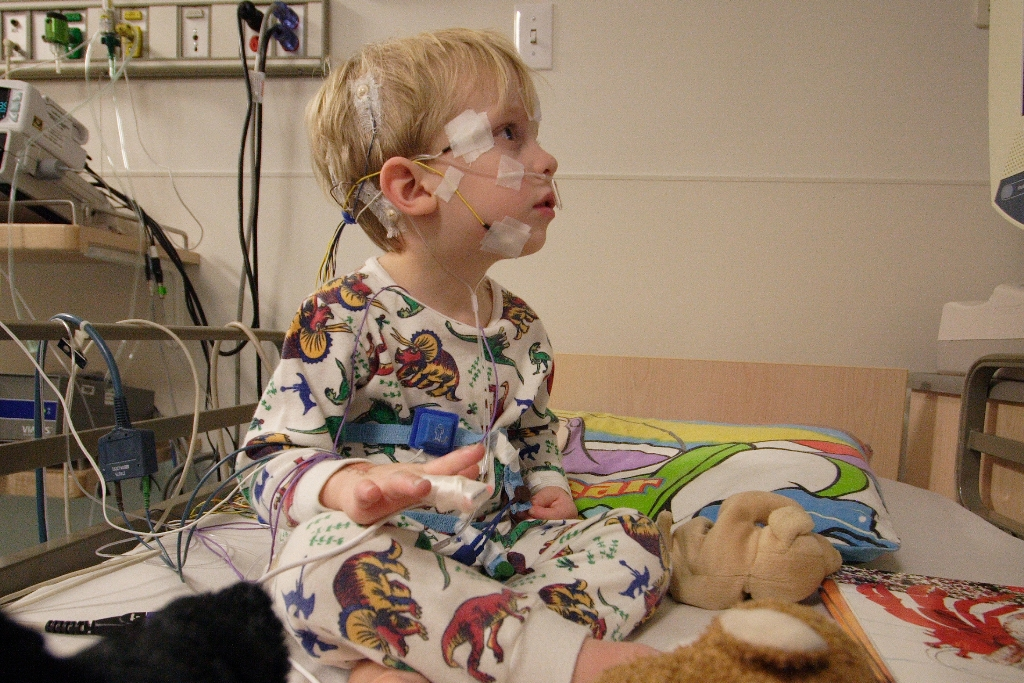
Pacjent pediatryczny

Pacjent – osoba korzystająca ze świadczeń opieki zdrowotnej, niezależnie od tego, czy jest zdrowa, czy chora (definicja Światowej Organizacji Zdrowia).
Inna definicja za pacjenta uznaje:
- osobę otrzymującą opiekę medyczną
- klienta lekarza, dentysty itd.

niezależnie, czy jest zdrowy, czy chory.

## Pacjent-klient w Polsce
Pacjent-klient to zbitka pojęciowa określająca zmiany, jakie zaszły w postrzeganiu pacjenta pod wpływem procesu ekonomizacji opieki zdrowotnej. Jego efektem stało się przesunięcie zależności pomiędzy lekarzem a pacjentem w kierunku zależności rynkowych. Przejawami procesu ekonomizacji, niekiedy utożsamianego także z reformami New Public Management, stało się wprowadzenie do opieki zdrowotnej:
- mechanizmu rynkowego (w tym rynków wewnętrznych)
- mechanizmu konkurencji
- swobody wyboru usługodawcy (dotyczy: ginekologa i położnika, stomatologa, dermatologa, wenerologa, onkologa, okulisty, psychiatry, świadczeń dla osób chorych na gruźlicę, świadczeń dla osób zakażonych wirusem HIV, świadczeń dla inwalidów wojennych, świadczeń dla osób uzależnionych od alkoholu, środków odurzających i substancji psychoaktywnych – w zakresie lecznictwa odwykowego[5], a także lekarza podstawowej opieki zdrowotnej).

Jak dowodzą badania, pacjenci rzadko korzystają z możliwości zmiany lekarza rodzinnego, szpitale natomiast „obsługują” tych samych pacjentów (konkurują na tym samym obszarze geograficznym). System nie pobudził także konkurencji międzysektorowej, a najwyżej wewnątrzsektorową – podmiotów o takim samym statusie prawnym. Formalnie ustawy wprowadziły więc rozwiązania quasi-rynkowe, które nie znajdują jednak odzwierciedlenia w zachowaniach podmiotów opieki zdrowotnej i pacjentów w takim zakresie, aby można było mówić o spełnieniu zamierzeń ustawodawcy. Z tego względu pacjenta/klienta należy definiować jako pacjenta obdarzonego atrybutami rynkowymi.